# Andrew Karsch
Andrew S. Karsch (* 21. November 1951) ist ein US-amerikanischer Filmproduzent. Er lebt in New York City.

## Leben
Karsch machte von 1978 bis 1980 eine Ausbildung bei dem Programm Center for Advanced Film Studies vom American Film Institute. Er arbeitete dann viele Jahre als Produzent und Executive Producer bei United Artists.
Bei der Oscarverleihung 1992 war er zusammen mit Barbra Streisand in der Kategorie Bester Film für die Produktion des Films Herr der Gezeiten nominiert.

## Filmografie (Auswahl)
- 1989: Er? Will! Sie Nicht? (The Rachel Papers)
- 1991: Herr der Gezeiten (The Prince of Tides)
- 1994: Prinzessin Caraboo (Princess Caraboo)
- 1998: Untermieter aus dem Jenseits (Curtain Call)
- 2001: Stadt, Land, Kuss (Town & Country)
- 2002: Club der Cäsaren (The Emperor’s Club)
- 2010: Betty Anne Waters (Conviction)